# 何沛謙

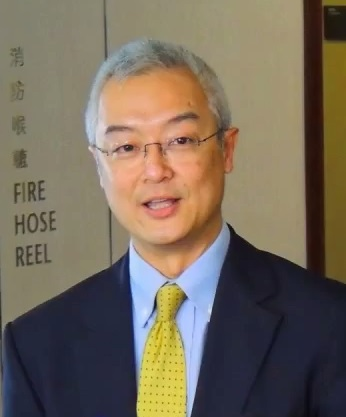
何沛謙

何沛謙，SBS，SC，JP（1960年—），香港紅十字會輸血服務中心管治委員會委員、消費者委員會競爭政策研究小組增選委員、香港資深大律師。
何沛謙是消費者委員會前副主席（2007–2013）、廣播事務管理局前主席（2008–2012）、證券及期貨事務監察委員會紀律研訊主席委員會委員（2008–2014）、通訊事務管理局主席（2012–2017）。早年就讀九龍華仁書院，及後獲獎學金前往英倫完成中學課程，他於1983年在倫敦大學取得法學學士學位，以及於1985年在劍橋大學取得法學碩士學位。1984年在英格蘭及威爾斯和香港獲得大律師資格，並於2000年獲委任為資深大律師。他於2003年期間獲委任為高等法院原訟法庭暫委法官，並自2006年起出任高等法院原訟法庭特委法官。

## 資料來源
1. 1 2  香港通訊事務管理局的成員 （页面存档备份，存于）通訊事務管理局
2. ↑  .   [2013-11-08]. （原始内容存档于2014-03-01）.